# Mittaghorn (Lauterbrunnen)
Das Mittaghorn ist ein 3893 m ü. M. hoher Berg in den Berner Alpen auf der Grenze zwischen den Schweizer Kantonen Bern und Wallis mit einem westlich vorgelagerten Nebengipfel. Der nur wenig über den Kamm hinausragende Hauptgipfel ist mit Eis und Firn überdeckt, nach Westen, Norden und Südosten sendet das Horn ausgeprägte Grate. Der Südostgrat heisst Anungrat und führt hinunter zur Lötschenlücke, einem Pass auf 3151 Metern Höhe, an dem die Hollandiahütte (auch Lötschenhütte genannt) liegt. Diese Schutzhütte ist ein wichtiger Stützpunkt zur Besteigung des Mittaghorns. Zuerst bezwungen wurde der Berg aus dem Lötschental über die Lötschenlücke und den Südostgrat von Charles Montadon, Abraham Ringier und Adolf Rubin am 19. August 1878.

## Umgebung
Das Mittaghorn liegt auf der östlichen Verlängerung des vom Lötschenpass her hinaufführenden Petersgrats. Der Berg ist allseitig von Gletschern umgeben, ausgedehnte Gletscherflächen befinden sich im Süden mit dem Anungletscher und im Osten mit dem Grossen Aletschfirn. Benachbarte Berge sind im Nordosten, getrennt durch das Äbeni-Flue-Joch auf 3696 Metern Höhe, die Äbeni Flue (3961 m) und, jenseits des Gletscherjochs (3760 m), das 3982 Meter hohe Gletscherhorn. Im Südwesten liegt, getrennt durch das Grossjoch (3560 m), das Grosshorn mit 3754 Metern Höhe. Nach Norden fällt das Horn über kleine, aber steile Gletscher (Breitlouwenengletscher, Vordra Schmadrigletscher) hinab ins obere Lauterbrunnental. Nächstgelegene Ortschaften sind das in etwa 14 Kilometer Luftlinie im südwestlichen Lötschental liegende Blatten und das 6 km nördlich liegende Stechelberg im oberen Lauterbrunnertal.

## Erschliessung
Der Normalweg, der auch der Weg der Erstersteiger war, führt von der Hollandiahütte vom Schweizer Alpen-Club, an der Lötschenlücke auf 3238 Metern Höhe gelegen, in nördlicher Richtung über den Äbeni-Flue-Firn ins obere Gletscherbecken. Dann wendet man sich südwestlich in Richtung des Anujochs. Vom Joch führt der Anstieg über den zuletzt schmalen Südgrat auf den Gipfel. Die Schwierigkeit wird in der Literatur mit WS in der SAC-Berg- und Hochtourenskala angegeben. Weitere Routen in der Schwierigkeit ZS sind von Süden her möglich oder über den Westgrat vom Mittagjoch aus in der Schwierigkeit L.
Durch die Nordwand hingegen führt eine sehr ernsthafte Eiskletterei in kombiniertem Gelände mit Neigungen bis 80° in der Schwierigkeit AS (zuerst begangen am 2. Juli 1977 von Pietro Zifiropulo und Hannes Stähli). Die Gehzeit hier beträgt vom Stützpunkt Schmadrihütte (Akademischer Alpenclub Bern) (2262 m, westlich gelegen) aus, laut Literatur, etwa 9 bis 12 Stunden.